# فرانك ويلزي
فرانك ويلزي (بالإنجليزية: Frank Welsh)‏ هو سياسي أسترالي، ولد في 12 أبريل 1871 في أستراليا، وتوفي في 28 ديسمبر 1959 في أستراليا. حزبياً، نشط في Nationalist Party (Australia) ‏. وقد انتخب عضو الجمعية التشريعية لأستراليا الغربية.